# Manette Hermant
Pour les articles homonymes, voir Hermant.
Manette Hermant, née Augustina Bertha Victorina Joanna Maria De Keuster le 29 septembre 1880 à Anvers et morte le 29 mars 1957 à Bruxelles, est une peintre, poétesse et compositrice belge.

## Biographie

### Famille
Augustina Bertha Victorina Joanna Maria De Keuster, dite Manette Hermant, née le 29 septembre 1880 à Anvers est la fille d'Auguste De Keuster (1851-1924), industriel en laine, et de Bertha Sweerts (1859-1901), fille du peintre Jan Swerts. Elle épouse à Curange, section d'Hasselt, le 17 août 1907 Tony Alain Hermant (1880-1939), artiste peintre dont elle adopte le patronyme dans ses publications littéraires et en signant ses œuvres graphiques. Le couple a un fils : l'architecte André Hermant (1908-1978).

### Carrière
Peu après son mariage, Manette Hermant commence une carrière artistique. En 1910, elle expose à la salle Le Studio et propose, conjointement avec son époux, des tableaux, pastels et aquarelles. Au Salon de Bruxelles de 1914, elle envoie L'Armoire ouverte. 
D'autres expositions de l'artiste qui partage son temps entre Bruxelles, Paris et la Côte d'Azur sont documentées : à la galerie des artistes français à Bruxelles en 1923 et en 1927, au Lyceum club à Bruxelles en 1938 ou à la galerie Portenart à Bruxelles en 1948.
Le 29 mars 1957, Manette Hermant, veuve depuis 1939, meurt à l'âge de 76 ans à Bruxelles. Quatre jours plus tard, a lieu un service religieux en la cathédrale Saint-Jacques-sur-Coudenberg à Bruxelles, suivi de son inhumation au cimetière de Curange.

## Œuvre

### Caractéristiques
Au début de sa carrière, Manette Hermant peint des fleurs sages et correctes, mais où l'originalité est absente. Son évolution picturale est marquée dans les années 1930 par une inspiration indépendante. Elle représente désormais des thèmes de Paul Valéry, comme la série La Jeune Parque ou Le Cimetière marin. Elle traduit les vers du poète à l'aquarelle ou à l'aquatinte par des taches de couleur et de la lumière, aboutissant à une vision réussie. D'autres aquarelles sont issues de Le Soulier de satin de Paul Claudel et Les Danseuses de Delphes de Claude Debussy. Elle dessine aussi, en lignes pures et nettes, en demi-teinte une femme au voile, née d'un rêve, ou une Françoise de Rimini aux enfers.

### Œuvre poétique et musicale
Manette Hermant écrit des poèmes, dont Le Rêve et le passé, recueil paru en 1920 et illustré par ses soins. Elle est aussi l'auteur de partitions musicales qu'elle met en scène dans plusieurs expositions, comme à la galerie d'art du journal La Meuse en 1935. Lors de cette manifestation, elle s'adjoint le concours des comédiennes Juliette Marsanne et Jeanne Hovine.

## Honneurs
- Chevalier de l'ordre de la Couronne (décembre 1929).
- Chevalier de l'ordre de Léopold II[5].